# 亚历山大·库科利
亚历山大·库科利（1991年9月9日—），塞尔维亚男子柔道运动员，2017年欧洲柔道锦标赛男子90公斤级金牌得主、2021年世界柔道锦标赛男子100公斤级银牌得主。